# Das trunkene Schiff
Das trunkene Schiff (französisch Le Bateau ivre) gilt als das bekannteste Gedicht des französischen Dichters Arthur Rimbaud. Es schildert die Lebensreise eines Schiffes aus dessen Sicht.

## Inhalt
Das Schiff beschreibt, wie es sich losreißt von seinen Fesseln in den „unbewegten Flüssen“ und sich dem offenen Meer hingibt. Es beschreibt, was es auf seiner Reise erlebt: dramatische Naturerscheinungen, „die bittere Röte der Liebe“, aber auch harmonische Stille, „schwärmen wie ein Volk von Tauben“. Es begegnet fremden Welten und Abgründen, „wo verfault im Geröhr ein ganzer Leviatan“ und erlebt rauschhafte, ekstatische Zustände. Das Gedicht endet entsagend:

„Wenn in Europa ich ein Wasser noch begehre, / Ist es das kalte, schwarze Loch, in das hinein, / Ein Kind, in der Dämmerung, gebückt, voll Leid und Schwere, / Ein Schifflein setzt, zart, wie ein Schmetterling im Mai’n!“

## Form
Das Gedicht besteht aus 25 Strophen zu je vier Versen und folgt durchgehend dem Reimschema des Kreuzreims (a b a b).

## Hintergrund und Bedeutung
Rimbaud brachte das Gedicht 1871, im Alter von 17 Jahren, mit nach Paris und stellte es seinen Freunden und Förderern vor. Geschrieben wurde es aber wahrscheinlich schon früher und überliefert ist es nur durch eine Abschrift Paul Verlaines. In den literarischen Kreisen von Paris erregte es sofort Aufmerksamkeit und machte Rimbaud bekannt.
Das trunkene Schiff gilt als eine der frühesten Zeugnisse des literarischen Symbolismus und als eine Vorwegnahme surrealistischer Inhalte.

## Ausgaben
- Walther Küchler (Hrsg.): Rimbaud. Sämtliche Dichtungen. Französisch mit deutscher Übertragung von Walther Küchler. Verlag Lambert Schneider, Heidelberg 1960, S. 132–139. Weitere Ausgabe: S. Fischer, Frankfurt/Main 2010